# Iván el Joven

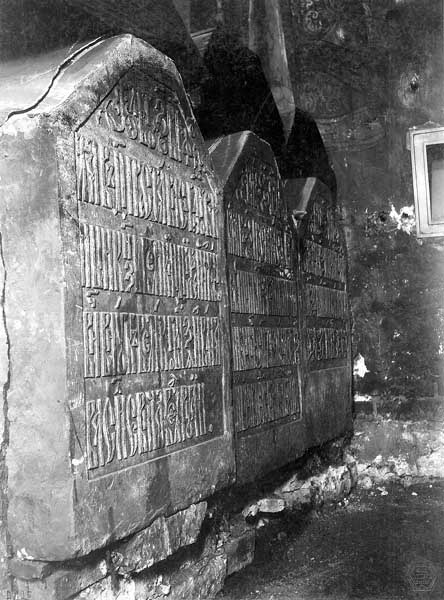
Imagen de las lápidas donde se hallan los restos de Iván Molodói. Catedral del Ángel.

Iván el Joven (también conocido como Iván Ivánovich, Ioánn Ioánnovich o Iván Molodói) (del ruso: Иван Иванович, Иоанн Иоаннович, Иван Молодой) (15 de febrero de 1458 – 6 de marzo de 1490) fue el hijo mayor y heredero de Iván III, nacido de su primer matrimonio con María de Tver.
El padre de Iván le dio poderes para negociar en la mayoría de asuntos administrativos y militares con la intención de presentarlo como el futuro gobernante del pueblo ruso. Le otorgó a Iván el título de gran príncipe, de modo que los embajadores y funcionarios del gobierno hablaban en nombre de los dos grandes príncipes. Los embajadores de otras ciudades rusas (como Nóvgorod), o de países extranjeros, podían dirigirse con sus demandas o problemas tanto a Iván III como a Iván el Joven.
Las crónicas rusas mencionan la participación de Iván en las campañas militares contra Ibrahim de Kazán del Kanato de Kazán en 1468 y contra Nóvgorod en 1471. En 1476 y 1478, Iván III puso Moscú a cargo de Iván el Joven durante su ausencia de la capital. En 1480, cuando Ajmed Kan movió sus tropas hacia las fronteras rusas, el gran príncipe envió a Iván Molodói con numerosos regimientos al río Ugrá, aconteciendo entonces el Gran encuentro del río Ugrá.
Iván III se desplazó hacia el río Oká, pero regresaría poco tiempo después a Moscú, ordenándole hacer lo mismo a su hijo, temiendo por su vida. Iván el Joven se negó a obedecer a su padre, que enviaría a su asistente, el príncipe Jolmski, para que lo hiciera volver a la capital. Iván insistió en permanecer a orillas del Ugrá. Cuando el río se congeló, Iván Molodói lo cruzó a petición de su padre y fue a Bórovsk, donde el gran príncipe planeaba atacar a los tártaros. Ajmed Kan, sin embargo, huyó a la vista del ejército ruso, que regresaría entonces a Moscú.
En 1485, Iván reclamó la herencia de su madre en el Principado de Tver y se instaló como gobernante en Tver, recientemente conquistada por su padre. Poco después, enfermó de un tipo de artritis. Su doctor, llamado León (Lev), se jactó ante su padre de que podía curarlo y empezó un tratamiento con permiso del gran príncipe. La salud de Iván Molodói continuó empeorando hasta que finalmente murió el 6 de marzo de 1490. El médico sería ejecutado posteriormente.

## Matrimonio y descendencia
Iván Molodói tuvo un hijo, llamado Dmitri Ivánovich, nacido de su matrimonio con Elena de Moldavia, hija de Esteban III de Moldavia. Iván III quería que Dmitri lo sucediera, pero ante la influencia de su esposa Sofía Paleóloga, lo excluyó del orden de sucesión en favor del hijo de Sofía, Basilio. Tras varias riñas domésticas entre Elena y su suegra, Elena fue encarcelada el 11 de abril de 1502. Se le incriminó el apoyar a la Secta de Sjariya el Judío y murió en prisión el 18 de enero de 1505. Su hijo moriría cuatro años después.